# Tábua (freguesia)
Tábua es una freguesia portuguesa del concelho de Tábua, con 24,61 km² de superficie y 3.035 habitantes (2001). Su densidad de población es de 123,3 hab/km².